# Pomorhandel
Pomorhandel (af russisk: Поморье, Pomorje; po "ved" og more "hav"; "området ved havet", samme ord som ligger til grund for Pommern) eller russehandel er benævnelsen på en handelsforbindelse mellem pomorerne i Nordvestrusland og folket langs kysten af Nordnorge så langt sydpå som til Bodø. Denne handel foregik fra 1740 og frem til den russiske revolution i 1917.
Pomorhandelen var i udgangspunktet en byttehandel mellem folk i nordområderne, med kornprodukter fra Rusland mod fisk fra Nordnorge som hovedhandelsvarer. Efterhånden udviklede dette sig til at blive en pengehandel, og faktisk blev rubelen brugt som valuta flere steder i Nordnorge. Pomorhandelen var af stor betydning både for nordmænd og russere. Handelen foregik ved, at russiske pomorer fra Hvidehavsegnene og Kolahalvøen kom sejlende til fjordbygder og handelspladser langs kysten af Nordnorge. Pomorerne var dygtige handelsmænd og søfarere, og de udforskede også områderne omkring Hvidehavet. I tillæg til at de sejlede vestover med handelsvarer, etablerede de også en handelsrute østover forbi Uralbjergene til Nordsibirien.

## Handel mellem landene i vikingetiden og den ældre middelalder (ca. 870 - ca. 1300)
Handel mellem russere og nordlændinge har en lang historie, og den er kendt helt fra vikingetiden. Allerede fra tidsrummet 870-890 kendes en beretning ved Ottar fra Hålogaland om en rejse, han foretog fra Hålogaland i Nordvestnorge til Gandvík (Hvidehavet). Der er nogen usikkerhed om hvor langt, Ottar nåede på sin rejse og om den havde handelsformål. Rejser til Hvidehavet nævnes også i Heimskringla. Snorri Sturluson fortæller i Haralds saga hárfagra (sagaen om Harald Hårfagre) blandt andet, at Haralds søn Erik Blodøkse efter hærgninger i Baltikum, Danmark, Nordtyskland og Frisland samt i Skotland, Wales, Irland og Frankrig rejste nordpå: "Så sejlede han nordpå til Finmark og hele vejen til Bjarmaland, hvor han udkæmpede et stort slag og vandt sejr". Det er formentlig samme begivenhed, der findes omtalt kapitel 37 i Egils saga Skallagrímsonar (Egil Skallagrimsons saga), hvori det oplyses, at: "Eirik kæmpede et stort slag ved Dvina i Bjarmaland og var sejrrig som kvadene om ham fortæller. På den samme ekspedition mødte han Gunnhild, datter af Ozur Toti, og bragte hende med sig hjem". Skal man tro disse tidlige beretninger, var det ikke just fredelige handelsforbindelser, der prægede kontakten mellem nordmænd og befolkningen ved Hvidehavet på overgangen mellem vikingetid og middelalder. Måske er dette forklaringen på, at ingen af de senere kendte handelspladser har kunnet dateres tilbage til 9. eller 10. århundrede. Medvirkende kan tillige være, at befolkningen næppe var bofast. Først i det 11. og 12. århundrede kendes skattefund, begravelser, bosættelser og løsfund fra Savernaja Salma, Sidorovskaja Buchta, Inderka og Kuzomen på Kolahalvøen og Kem, Filippovskie Sadki, Anzerskij Ostrov, Arkhangelsk, Gorekyj Most, Erpin Pudas og Sumozero ved Hvidehavets vestlige og sydlige kyster.

## Senmiddelalderen (ca. 1300- ca. 1550)
Fra 11. til 13. århundrede synes en tidlig handel at have blomstret mellem befolkningerne i Nordnorge og omkring Hvidehavet. Skind, pelse og edderdun blev købt fra samerne eller befolkningen ved Hvidehavet og eksporteret til det europæiske marked til gengæld for luksusvarer som vin, honning og klæde. Henimod slutningen af 1100-tallet skete der imidlertid vigtige politiske forandringer, som bidrog til at bringe denne tidlige samhandel til ophør: På dette tidspunkt synes Republikken Novgorod at have udstrakt sin overhøjhed helt op til Hvidehavet og Kolahalvøen, og Novgorod var ikke interesserede i en direkte samhandel over ishavet men foretrak, at al handel skulle ske via byen selv. I forlængelse heraf indgik Novgorod og den noske konge i 1252 en aftale, der skulle forhindre overfald på deres respektive repræsentanter, som virkede i området for at skaffe pelse. Desuden begyndte Hanseforbundets medlemmer at indfinde sig i Norge, hvor Bergen og fiskehandelen blev midtpunkt for forbundets virksomhed. I forlængelse heraf bestræbte norske konger sig på at sikre sig kontrollen med handelen. Allerede i 1294 blev det i handelsprivilegierne for Hansastæderne fastslået, at de skulle handle i byerne og ikke måtte sejle forbi Bergen nordpå, og i 1316 nedlagde kong Håkon 5. Magnusson forbud mod handel i nordområderne for udenlandske købmænd. I 1384 blev det forbudt befolkningen i Nordnorge og på det nordlige Vestlandet at føre deres varer til salg andre steder hen end til Trondhjem, Vågan og andre mindre handelspladser, som der var tradition for. Vågan skulle fungere som handelsknudepunkt i Nordnorge (Finnmark og Hålogaland), og Bergenkøbmændene, som i 1361 fik stadfæstet deres ret på at handle frit alle steder både nord og syd i landet, fik nu udtrykkeligt pålæg om at holde sig til Vågan i Nordnorge. Bestemmelsen afspejler formodentlig., at man hidtil havde handlet i fjorde og fiskevær, og det vides ikke i hvilken udstrækning, den nye begrænsning blev overholdt. Frem til reformationen i 1537 havde ærkebispen i Trondhjem kontrol over handelen mellem Nordnorge og hanseaterne i Bergen, skønt hanseaterne forsøgte at omgå forbuddet ved at drive handel på Nordnorge gennem stråmænd. Fra omkring 1420 begyndte nordmænd i Bergen imidlertid helt at overtage nordhandelen, hvilken blev befordret af oprettelsen af nye fiskevær nord for Andenes og østpå langs finnmarkskysten. Resultatet var, at hanseaternes handel sygnede hen og næsten forvandt. En bivirkning af Bergens og Trondhjems voksende handel på Nordnorge var, at pomorhandelen svandt i betydning.

## Renæssancen (ca. 1550 - ca. 1700)
Et fornyet opsving i handelen skete først, da først engelske og siden hollandske søfarende søgte efter nordøstpassagen og derved fik kontakt med russerne ved Arkhangelsk. En handel kom i gang, senere fremmet på grund af ishavets rige fiskeri, som bragte folk fra nær og fjern til fiskepladserne ved Kolahalvøens nordkyst. Handlende fulgte hurtigt efter, og da fiskeriet efter nogen tid igen aftog i betydning, fordi man nu fiskede i Vesterhavet og andre steder, fortsatte samhandelen, nu mest på russernes - pomorernes - initiativ.
I 1547 fik købmænd i Trondhjem ret til at handle på lige fod med borgere i Bergen (hvis handelsret blevet fastslået i 1560) på "Nordlandene", og i 1580 gav en herredagsdom borgerne i de to byer i fællesskab eneret på Nordnorge-handelen. Der indkom rapporter om russiske købmænd, som drev ulovlig handel i Nordnorge fra slutningen af 1600-tallet. Nordlændinge, som handlede med russerne, kunne straffes ved, at handelsborgerne i byerne i Sydnorge kunne nægte dem vinterforsyninger.
Via fyrstedømmet i Novgorod drev russerne handel med søsamerne i Nordnorge fra middelalderen og frem til begyndelsen af 1600-tallet. Jektefarten (en jekt er en stor, bred sejlskude uden fast dæk) fra Nordnorge til Bergen og Trondhjem foregik i forsommeren, hvor produkterne fra vinter- og vårfiskeriet (hovedsagelig tørfisk af torsk) blev opkøbt og sendt sydover. De seks uger fra 10. juli til 20. august blev kaldt "makketid", fordi fisken i denne periode ikke var så holdbar, og i sommermånederne havde fiskerne ikke afsætning på fisken sydover. Dette var noget russerne fandt ud af at benytte sig af. De kom vestover i makketiden og købte fisk; enten færdigtilvirket tørfisk eller saltfisk, eller også nedsaltede de fisken selv i lastrummet på deres lodjer (russiske jekter). I Rusland var der stor efterspørgsel efter fisk på grund af den russiske kirkes hyppige fastedage, hvor det kun var tilladt at spise fisk og vegetarmad. Fisken blev fragtet til Arkhangelsk, som også var udskibningshavn for kornprodukterne, som blev fragtet til Nordnorge. I tillæg til skuderne fra Arkhangelsk blev der også drevet pomorhandel med skuder fra andre hvidehavshavne som Kem og Onega, og også fra mindre steder som Suma, Kolisma, Solotiza, Mudjunga, Saroka og Sjuja.

## 1700-tallet: Pomorhandelen udvikler sig
Handelsmonopolet for Bergen og Trondhjem virkede fra 1715. I Trondhjems privilegier var bestemt, at de, som deltog i nordhandelen, kunne opholde sig nord på i sommermånederne, men om vinteren skulle de bo i byen, hvilket også synes at have været tilfældet. De, som holdt krambod i Nordlandene, måtte ikke holde krambod i byen, og omvendt dem med krambod i byen var det forbudt at sejle nordpå. Fra 1728 blev handelen overdraget tre københavnske købmænd med eneret i 12 år, 1740-1745 blev handelen drevet for kongelig regning, 1746-1758 sad et kompagni inde med handelen, 1759-1764 handledes atter på kongelig regning, 1764-1774 hørte Finnmarkens handel under det almindelige Handels Compagni, hvorefter handelen atter kom under kongen. Først senere, i 1783, vedtog myndighederne i København, at der skulle åbnes for russerhandel med handelsborgere i Finnmark, og at landsdelen skulle forsynes med mel og andre varer fra Rusland i stedet for fra Danmark. Fra 1786 blev handelen frigivet.
Allerede fra 1740 bredte pomorhandelen sig i Nordnorge, og fra ca 1770 kom pomorerne årligt til landsdelen med billigt rugmel ("russemel") og hvedemel. Kornet blev dyrket i området ved Volga og fragtet til købmændene ved Hvidehavet. For folk i Nordnorge var pomorhandelen i perioder afgørende for overlevelse. I 1700-tallet var der mange uår og dårlige tider for befolkningen i Norge, og rugprisen i Bergen femdobledes i løbet af 30 år. Pomorhandelen var en vigtig faktor for madtilførsel på denne tid; fiskerne fik købt billigt korn og mel, og de fik solgt fisken fra sommerfiskeriet til en god pris. Det var muligt at prutte med pomorerne, handelen havde ingen fordyrende mellemled, og der blev heller ikke betalt skat eller told til Norge af varerne. I tillæg til rug- og hvedemel, havde pomorerne også anden mad med som havregryn, salt, ærter, kød og mejeriprodukter. De førte også andre nyttige varer, som jern, tømmer, tjære, talglys, gryder, hampefibre, tovværk og lærred. I lodjerne fandtes også luksusvarer som sukkervarer, sæbe, porcelæn og træskærerkunst. På tilbagevejen fyldte pomorerne lastrummene med fisk af forskellig slags, hovedsagelig sej.

### Handelen gives fri
Under Andreas Peter Bernstorff gennemførtes en reformpolitik, hvis formål var at knytte Nordnorge nærmere til landets sydlige dele. I en forordning af 5. september 1787 vedgik man, at den hidtidige monopolhandel (senest forvaltet af Bergen) havde været til skade for indbyggerne i det nordlige Norge. Derfor skulle handelen på Finnmarken nu gives fri. For at "understøtte frihandelen og befordre landets opsving" skulle Nordlands amts nordligste fogderi, Senjen og Tromsø, overføres til det nyoprettede Finnmarkens amt, som desuden skulle bestå af Vest- og Østfinnmarkens fogderier. Kort tid efter fik tre steder købstadsrettigheder, og det blev tilladt handelsmænd at slå sig ned i "kræmmerleierne", hvoraf flere allerede havde været bosteder for Bergenkøbmændenes faktorer. Samtidig fik russerne fra Hvidehavsområdet nu lov direkte at handle på kræmmerleierne i Finnmarken.
Ved kongelig plakat af 13. februar 1789 ophævedes købstædernes kontrol over landhandelspladserne. De skulle i fire uger om sommeren kunne drive handel med alle skibe fra sydligere egne i Norge, altså også skibe som kom for at deltage i årstidens rige fiskeri. En kongelig resolution af 5. august 1795 tillod både almue i Finnmarken og deltagere i fiskeriet, som kom fra Nordland at fra midten af juli til midten af august frit handle med de til Finnmarken ankomne russere "saavel i Kjøbstæderne som paa Kræmmerleierne og i andre Landes Havne og Fjorde, hvor Sommerfiskerie drives". I Finnmark fik flere steder nu bystatus: Hammerfest i 1787, Vardø i 1788 og Tromsø i 1794, og købmændene der fik handelsprivilegier. Handelsfriheden førte dog ikke til nogen overvældende byudvikling: endnu i 1801 havde de tre daværende købstæder i Finnmarken tilsammen blot 252 indbyggere. Hammerfest havde i 1807 9 huse og 40 indbyggere, hvoraf 4 handelsmænd.
Vardø udviklede sig til at blive pomorhandelens knudepunkt i Norge, idet havnen her kunne rumme op til hundrede russiske skuder samtidig, og byen havde russisk konsulat. Tromsø fik bystatus og handelsprivilegier i 1794, og byen fik monopol på russerhandelen i Troms. I begyndelsen af 1800-tallet blev russerhandelen legaliseret syd over til Lofoten. Direkte handel med fiskerne var ikke tilladt, pomorhandelen var i første omgang forbeholdt handelsborgerne i byerne og nessekongerne på landet, så at den nye situation førte til en indskrænkning for fiskerne. Før 1789 havde myndighederne mere eller mindre set igennem fingrene med fiskernes direkte handel med russerne, men nu blev denne vanskeligere. Først i 1796 blev direkte handel mellem fiskere og russere tilladt i Finnmark, og da alene for en måned i makketiden.

## Under Napoleonskrigene (1807 - 1814)
Under Napoleonskrigene i begyndelsen af 1800-tallet indførte Storbritannien en handelsblokade mod Danmark-Norge, og da var pomorhandelen livsvigtig for Nordnorge. Den 18. november 1809 kom en forordning, som åbnede for direkte handel mellem fiskere og russere under krigen mellem 15. juli og 15. august på grund af en truende hungersnød. Flere russerskuder blev under Den russisk-engelske krig (1807-1812) opbragt af englænderne, og mange skuder gik ikke syd over, men stoppede i Øst-Finnmark. I 1812 blokerede briterne kysten med krigsskibe, blandt andet for at standse pomorhandelen og tilførselen af varer til Norge fra Arkhangelsk. De afspærrede Hvidehavet, men et antal russiske skuder formåede alligevel at slippe ud. Det norske svar på blokaden var at befæste vigtige havne og at oprette et lokalt kystværn. I 1810 blev der etableret en egen norsk marinestyrke; Finnmarkseskadren. Dette gjorde det muligt at opretholde pomorhandelen de næste år.

## Pomorhandelen underDen svensk-norske union(1814 - 1905)
Efter Napoleonskrigene blev Norge mod sin vilje forenet med Sverige i en personalunion. Handelsforholdene mellem Norge og Rusland var ikke blevet fastlagte ved Freden i Fredrikshamn i 1809, og det stod klart, at de måtte genforhandles. I denne forbindelse forsøgte man fra centralmagtens, især daværende udenrigsstatsminister Lars von Engeströms side at danne sig et overblik over hvilke hensyn, der tjente Norges økonomiske interesser bedst. Der blev derfor i 1815 - i første omgang forgæves - bedt om, at norske købmænd fremsendte deres ønsker. I 1816 fremsendte udenrigsstatsministeren en skrivelse til statsministeren Peder Anker om, at forarbejder vedrørende spørgsmålet om "Noriges handelsförhållanden med Ryssland" skulle sættes i gang. Samtidig var der fra russisk side en stærkt stigende interesse i at få spørgsmålet løst. Udgangspunktet for den svensk-norske unions politik var, at Norge så vidt muligt måtte få de samme gode vilkår, som Sverige havde. Norges finans-, handels- og tolddepartements chef Herman Wedel-Jarlsberg fremsendte den 4. december 1816 en udtalelse, hvori det blandt andet hed, at en ny traktat så vidt muligt burde indeholde samme vilkår for begge unionens riger. Norge eksporterede de samme slags varer til Rusland som Sverige foruden, at man udførte tørfisk og saltet fisk, og Norge indførte også de samme slags varer fra Rusland som Sverige. Kun Nordnorges indførsel af mel og korn fra Hvidehavets havne udgjorde en "isolerad kontakt", og det var derfor ønskeligt, at en traktat med Rusland skulle indeholde en bestemmelse, der udtrykkeligt sikrede denne indførsel fra det nordlige Rusland af en vis mindste mængde af korn. I Stockholm indgik disse ønsker i en sammenfatning, der skulle danne grundlag for forhandlingerne.
De besvarelser, der indkom fra norske købstæder, indeholdt tilsvarende betragtninger. Således ønskede Kristiania i sit svar, at der skulle gives Norge ret til at indføre 70.000 tønder rug og 30.000 tønder byg. Drammen anførte ligeledes, at der til Nordnorges forsyning skulle kunne indføres korn fra Arkhangelsk på norske fartøjer helst uden eller kun mod en beskeden eksporttold. Skete eksporten med russiske skibe, skulle en mestbegunstigelsesbestemmelse bringes i anvendelse. Til gengældt skulle russerne fra Norge have lov til at udføre tørfisk og saltet fisk til stærkt nedsatte toldsatser. Trondhjem ønskede, at den russiske regering skulle tillade udførsel af 20.000 tjerverts rug og rugmel uden at - som hidtil - en femtedel skulle erlægges som udførselstold i Arkhangelsk. Til gengæld skulle russerne have lov til at fra Norge udføre tørfisk, saltet fisk, hvalolie og pelsvarer. Af hensyn til pomorhandelen skulle alle steder i handelstraktaten, hvor Ruslands havne i Østersøen var nævnt, tilføjes "och vid Vita havet". Ethvert russisk skib, som bragte varer til Finnmarken, skulle kunne sælge disse varer såvel til landbefolkningen som til norske skibe, i købstæderne i løbet af fire uger og i andre havne i løbet af 14 dage. For at have varer rede i Norge om foråret, når Hvidehavet blev sejlbart, skulle russerne have ret til i Hammerfest at have et oplag, kaldet "nederlag", mod en mindre transitafgift. Endelig skulle handelen sikres også under krig.

### 1817-aftalen
Forhandlinger mellem Sverige-Norge og Rusland indledtes i januar 1817 i Sankt Petersborg og endte med, at russiske købmænd i henhold til artikel 10 fik ret til at have varer i "nederlag" i Stockholm, Kristiansand og Hammerfest samt - i lighed med andre landes undersåtter i Karlshamn, Gøteborg og Landskrone mod, at svenske og norske købmænd fik tilsvarende rettigheder i Sankt Petersborg, Riga, Reval (Tallinn), Åbo og Helsingfors. Artikel 12 gav Norge ret til årlig at udføre op til 25.000 tjetverts korn fra havne i Hvidehavet, dog mod at erlægge en femtedel som told i Arkhangelsk. Artikel 14 gav russiske skibe fra Hvidehavet ret til lægge varer i oplag i Hammerfest mod en afgift på 2% af deres værdi ved borttransport, og artikel 15 nedsatte tolden på norsk hvalolie til det halve i det russiske riges havne. Forhandlingsresultatet bar præg af, at andre spørgsmål (fx vedrørende Norges regering og storting samt landets eksport til Vesteuropa) spillede en større rolle, og at det blot havde gjaldt om at få Nordnorges handel med Hvidehavsområdet bragt i faste rammer.
I 1818 fik Bodø købstadrettigheder, og Vadsø fulgte efter i 1833 I Troms fik flere handelsmænd tilladelse til pomorhandel i 1818, og i 1839 blev direkte handel for fiskerne tilladt, men da kun på fire steder i fylket. Dette år fik også fiskere i Lofoten og Vesterålen tilladelse til direkte handel.

### Nye forhandlinger
Handelsaftalen havde kun gyldighed til 1825 og måtte provisorisk forlænges indtil, at en ny traktat var indgået. Samtidig var der langt fra tilfredshed med traktatens vilkår. Allerede i 1818 foreslog Finnmarkens repræsentant i stortinget H.H. Meyer, at der skulle gøres indskrænkninger i russernes handelsrettigheder i det nordlige Norge. Omvendt gjorde en anden finnmarksrepræsentant, handelsmand og gæstgiver Hans Klæbo, sig til talsmand for en fuldstændig frigivelse af russernes melhandel i Finnmarken således, at denne kunne finde sted hele året. Provst i Østfinnmarken P.W. Deinböll gjorde sig til talsmand for, at russerne burde betale tiende, "hvoraf Geistligheden skal leve, Kirkerne vedligeholdes". Desuden gjorde han sig til talmand for en udvidelse af makketiden (fiskeperioden) til to måneder fra 15. juni at regne. Stortingets komite, som behandlede Deinbölls forslag, fandt, at russerne havde flere rettigheder i Nordnorge end nordmændene i Nordvestrusland og ønskede, at rettighederne blev "mere reciproqve end de for Tiden ere". Russerne på deres side ønskede, at toldafgifterne skulle nedsættes og kunne betales med papirpenge i stedet for i klingende sølvmønt. Forhandlingerne strakte sig over flere år og nåede først en ende i 1828, da en ny traktat blev indgået. De vigtigste resultater var, at eksporttolden i Arkhangelsk blev afskaffet, og at russerne gav mulighed for at ekspertere op til 50.000 tjetverts korn fra hvidehavshavnene.
Der viste sig dog hurtigt problemer med fortolkningen. Hovedsprørgsmålet var, om "Finnmarken" betød finnmarkens amt eller kun Øst- og Vestfinnmarkens fogderier. Det endte med, at det norske finansdepartement afgjorde, at toldfriheden gjaldt for hele amtet. Kort efter gennemførtes imidlertid "Lov om Toldafgifterne i Finnmarken, eller Vest- og Østfinmarkens fogderier" af 13. september 1830. Ved denne lov ophævedes principielt frihandelen i landets nordligste provins, dog at der i § 9 gjordes en undtagelse for "de Kornvarer eller Meelsorter, som de Fiskere, der fra andre steder i Riget söge Finnmarken, derfra hjembringe i deres till Fiskeriet brugte aabne Baade", lige som en lov om handel i Vest- og Østfinnmarkens fogderier i § 9 tillod handel fra russiske fartøjer i en fire ugers periode i købstæder og 14 dage i andre havne. § 10 tillod, at råfisk i tiden 1. juli til 15. august måtte sælges til russerne mod rede varer eller fiskeredskaber, hamp, jern, korn, mel og gryn, sejldug, tjære, tovværk og træmaterialer.

### Traktaten af 1834
En ny treårig traktat blev indgået i 1834, ratificeret af zaren den 5. juli (23. juni) og af den svensk-norske konge den 12. juli. Traktaten nedsatte indførselstolden for saltet og tørret fisk i hvidehavshavnene og gav russiske skibe fuld toldfrihed i hele Finnmarkens amt. I 1835 blev det opgjort, at der fra Finnmarkens amt var blevet udført 391 ræveskind, 365 odderskind, 9 mårskind (hvilke var samtlige udførte af disse skind), 2.172 renskind (af 6.767 skind) og 195 hvalrosskind (af 762) til Rusland. Desuden var der fra de tre fogderier eksporteret 145.000 vog fisk, heraf 37.400 vog til Rusland.

### Traktaten af 1838
En ny traktat blev indgået for ti år den 8. maj (26. april) 1838. Den ville efter udløb automatisk blive forlænget med et år ad gangen, hvis den ikke var blevet sagt op. Ved traktaten mistede russerne deres toldfrihed i Sjenjens og Tromsø distrikter. Efter dette faldt den russiske udførsel af mel til disse distrikter og Vesterålens distrikt betydeligt. Ved "Tariffen over Afgifter af Varer og Fartøier" af 6. september 1845 blev fastslået, at for rugmel og havregryn var Finnmarken fortsat toldfri, mens der for umalet rug, havre og byg skulle betales halv toldafgift.

### Pomorhandelen under Krim-krigen
I midten af 1800-tallet oplevede pomorhandelen en krise under Krim-krigen. En undersøgelse af forholdene i 1839 havde vist, at de besøgende fra Nordvestrusland lod sig inddele i tre grupper: de, som fiskede ved Østfinnmarken, de, som opkøbte rå fisk hos den norske almue, og de, som tillige købte tørfisk og skind hos nordmændene. De længste russiske rejser nåede Bodø. Ifølge undersøgelsen var antallet af russiske handelsmænd blot 10-20, mens langt den største del af de handlende reelt var russiske bønder, som dårligt nok kunne leve af landbruget og derfor også medbragte korn fra sydligere egne i Rusland, som regel i form af mel, da dette var lavere beskattet med russisk eksporttold end råvarer. Set fra russisk side var skindhandelen af størst betydning, dels fordi de udgjorde et bekvemt betalingsmiddel i den de facto-bytteøkonomi, der herskede, dels optog forholdsvis lidt plads. Odder- og ræveskindene blev for en dels vedkommende reeksporteret til Kina trods modstand fra Alaskakompagniet i Sankt Petersborg. Da imidlertid 10.000 skind frit kunne indføres til Rusland fra Storfyrstendømmet Finland, blev skind købt i Norge smuglet over den svensk-finske grænse (der var ingen grænsekontrol mellem Norge og Sverige) fra Haparanda til Torneå, og derfra toldfrit videresendt til Sankt Petersborg. Om skibene konstateres det, at:
"Disse Fartøier ere høist simple og kunne i Rusland anskaffes til særdeles billige Priser, da der af Kronens Skove tilstedes Bønderne Udvisning af Tømmer til Bygning af Fartøier og Baade. De større Fartøier (Lodjer), der med Hensyn til Drægtighed kunne omtrent sammenlignes med norske Jægter, koste i Rusland ulige mindre end hvad et norsk Fartøi af samme Drægtighed her kan anskaffes for. De mindre (Kosmarer og Raschikker) kunne næppe sammelignes med de i de sydlige Norge brugelige Fragtbaade.. ..Mandskabet, der kun bestaar af Bønder, der efter gammel Sædvane, omtrent som en stor Deel af den nordlandske Almue, kun lidet passe sit Landbrug, men foretrække at flakke om - efter Omstændighederne - som Fiskere, Matroser eller Handelskarle, erholdes ulige billigere end den Hyre, som de norske Matroser sædvanlig erholde, især her i Districktet, hvor Arbeidspengene ere særdeles høie."
Omtrent på samme tid skærpedes forholdene mellem Storbritannien og Rusland. En skotsk publicist, Samuel Laing, skrev bogen "A tour in Sweden in 1838; comprising Observations on the Moral, Political, and Economical State of the Swedish Nation", der blev oversat og udgivet i 1840 i Kristiania under titlen "Reise i Sverige i 1938". Heri beskrives blandt andet pomorhandelen:
"..Fra Kola, Kandalax og Arkangel og andre Havne ved det hvide Hav komme over trehundrede russiske Skibe hvert Aar rundt Nordkap, for at fiske og handle paa Norges nordlige Kyster, hvis Beboere alene paa denne Vei forsynes med deres Kornfornødenheder. Ved en Traktat i August 1828 mellem Hofferne i Petersburg og Stockholm ere de russiske Skibe fritagne for alle Afgifter i alle Havne nordenfor Tromsø, ved den 65de Grad nordlig Bredde. I tilfælde af Krig mellem England og Rusland, vilde disse Skibe og Søfolk naturligvis tage sin Tilflugt til den mere indbringende Syssel at opkapre vore Handelsskibe. Som Kapere, udrustede, bevæbnede og forsynede med Lodser fra de nordlige Dele af Norge - medens de der, inden nogle faa Timers Seilads fra vor fornemste Kysthandels Farvande, have deres Skjul, Smuthuller og Markeder for deres Priser - vilde de blive istand til at tilføie vor Handel alvorlige Saar."
Denne advarsel skulle spille en rolle under Krim-krigen 1855-1856. Vestmagterne, England og Frankrig, truede med helt at blokere for handelen mellem Nordnorge og Hvidehavsområdet. Det svensk-norske "departementet for det Indre" udfærdigede den 10. marts to enslydende noter til de to landes regeringer, hvor man tilkendegav, at der var tale om en byttehandel mellem fattige norske og russiske bondebefolkninger, ikke handelsmænd, og at kun på denne måde kunne Finnmarkens indbyggere få deres melbehov dækket. I første omgang imødekom begge lande tilladelsen til, at samhandelen kunne fortsætte. Samtidig undlod Rusland at som følge af krigen lægge nogen begrænsninger på eksporten. Senere ændrede vestmagterne holdning og meddelte, at en handelsblokade ville blive indledt fra 1. august. En engelsk note dateret 21. august tilkendegav, at russerne havde misbrugt de lettelser i blokaden, som ellers var givet for Norges skyld. Senere fulgte en meddelelse om, at blokaden fra 15. september var blevet skærpet for Hvidehavet syd for Sviatoj Nos (Kolahalvøens østligste odde) og Kap Kanin (Kaninhalvøens nordvestlige odde), hvilket i praksis betød, at al forbindelse mellem Nordnorge og Nordvestrusland var blevet afskåret. Resultatet var umiddelbar korn- og melmangel i det nordligste Norge. Omfattende lån måtte gives for at indkøbe korn, mel og kartofler fra Sydnorge og transportere dem til Finnmarkens amt. Hen imod slutningen af 1855 indførte Rusland så eksportforbud for kornprodukter.
Til alt held fulgte kort efter freden, men Krim-krigen havde vist pomorhandelens betydning for Finnmarken. Samtidig fik frihandelstanken sit egentlige gennembrud, og da Stortinget få år senere, den 22. juni 1863, vedtog en ny lov om Finnmarkens handel, blev det i lovens § 6 fastslået, at:
"Det skal indtil videre være russiske Fartøier fra Provindserne ved Hvidehavet och Nordishavet tilladt i Tidsrummet fra første Juli til femtende August at tilhandle sig saavel af Indbyggerne som af den øvrige i Finmarken paa Fiskeri liggende Almue Fisk i raa eller saltet Tilstand enten for Penge eller mod følgende Varer: Fiskeredskaber, Hamp, Jern, Korn, Meel, gryn, Seildug, Tjære, Tougværk og Træmaterialier. Videre ere Russerne ikke berettigede til at Kjøbe Fiskevarer af Andre end de paa Stedet Handelsberettigede. Den Afsættning af Varer, som ifølge nærværende Paragraf kan foregaa fra Russiske Fartøier, tillades ogsaa fra norske Fartøier."
Korntoldsatserne nedsattes generelt i 1869, og toldtariffen af 1873 afskaffede indførselstolden på havregryn og -mel i hele Norge. Dermed lagdes grunden for pomorhandelens blomstringstid.

### Blomstringstiden
I midten af 1800-tallet kom for alvor opgangstider, kommunikationerne syd over blev bedre, og der blev oprettet en dampskibsrute i midten af århundredet. Det nordnorske behov for indførsel af kornprodukter aftog. Alligevel voksede pomorhandelen, som fik sin glanstid i slutningen af 1800-tallet. Handelsprivilegierne blev afskaffede omkring 1870. Gennem århundredet blev tiden for årlig samhandel gradvist udvidet. I 1874 var tidsrummet vokset til tiden 15. juni – 30. september, hvilket indebar, at man stort set udnyttede hele den tid, som Hvidehavet var isfri. En anden årsag til øgningen var, at en større andel af handelen foregik direkte mellem fiskere og russere oven i handelen mellem handelshuse i Nordnorge og Rusland. Det blev også tilladt at drive russerhandel på flere ulige steder.
Pomorernes fragtfartøjer blev moderniserede i løbet af pomorhandelens sidste periode. Lodja forsvandt i 1880'erne, og skonnerter, jekter og galeaser blev taget i brug. Munkeklosteret på Solovetskij-øerne i Hvidehavet (grundlagt i 1436), var pomorernes vigtigste religiøse center. Klosteret havde store ejendomme rundt om Hvidehavet og drev blandt andet bådebyggeri, saltudvinding og fiskeri. Klosteret ejede flere dampskibe, der deltog i pomorhandelen i begyndelsen af 1900-tallet .
I 1870 havde Tromsø besøg af 400 russerskuder, ellers kom det årligt over 300 pomorskuder med omkring 2000 mand til områderne i Nordnorge. Rusland var Norges fjerde vigtigste handelspartner omkring år 1900, og det var fortsat rugmel, som var hovedvaren.
Fra 1830'erne udviklede der sig et særegent handelssprog mellem nordmænd og russere, som er blevet kaldt "russenorsk". Sproget er ikke levende i dag, men der findes en række nedtegnelser, og sproget er overleveret i fortællinger. Sproget havde en blanding af norske, russiske, samiske, svenske, engelske, tyske og nederlandske ord. Omkring halvdelen af ordene havde en norsk oprindelse, mens 40 % var russiske. Omkring 400 ord er bevarede af sproget, det meste i form af gengivelser af samtaler mellem en nordmand og en russer, der diskuterer priser, handel, vejr og vind samt familieliv.
Nordmændene troede, at de talte russisk, mens russerne troede, at de talte norsk. Da norske forretningsmænd begyndte at sende deres børn til Arkhangelsk for at studere russisk, mistede russenorsk en del af sin anseelse.
Mange af de store handelssteder langs kysten og i fjordene i Nordnorge, som voksede frem i 1800-tallet havde pomorhandelen som forudsætning. Den førte også til andre forbindelser, blandt andet oprettede russerne en fast dampskibsrute fra Arkhangelsk til Vardø i 1875. Ruten blev tilpasset russisk turisme og sæsonarbejde i Finnmark. Folk i nordområderne fik også indblik i en anderledes kultur: te brygget på samovar, flerstemmig sang, de russiske kvinders farverige klæder og gæstfriheden i pomorskipperens lugar. De samme pomorskuder kom ofte til de samme steder år efter år, og befolkningen blev godt kendt med skipper og mandskab. Den nordnorske befolkning havde et godt forhold til russerne og handelen med dem, russerne var kendte for at være til at stole på. Ofte blev høvedsmænd og nessekonger inviteret ombord på russerskuderne og trakteret godt.

### En barneerindring
Til belysning af et russebesøg oplevet med barneøjne gengives følgende erindring:
"Så snart, russerskuderne kom, blev vi børn overlykkelige. Da vidste vi, at mor, far, vi børn og hushjælpen blev inviterede om bord. Russerne var venlige, godmodige og gæstfrie folk. Vi blev trakterede med den dejligste te, de havde, kandiserede frugter, vodka, små sibirske nødder, russer-bonbon (slik) som var indpakkede i farverigt papir, kiks, ekstra godt syltetøj (jordbær, hindbær), kringler og kavringer. Bådene var godt indrettede efter datidens målestok med salon og Kahytter. Kaptajnens salon lå bag i båden mens mandskabets lå foran. Midt i kaptajnens salon stod et langbord og på begge sider af det bænke, som var betrukkede med skind. Mandskabskosten bestod af grovbrød ("kljeba") og saltet fisk. Efter måltidet drak de noget, som heder "kvas". Det var mel blandet med surdej og vand. Når dette havde stået en tid, siede de vandet fra og drak det. Det smagte syrlig og frisk. Opholdet varede længe. Som oftest faldt vi børn i søvn, mens far snakkede russenorsk, drak te og gjorde forretninger. Oftest havde kaptajnen hele familien med, også barnepige. Jeg hørte, at nogen af fruerne benyttede nationaldragter. En kaptajn Antofioff var ofte her med hele sin familie. Men der var mange, mange andre, som jeg nu ikke husker navnene på. Jeg glemmer aldrig, at vi roede om bord i de stille, lyse sommeraftener. Lørdagsaftenerne kom matroserne på land for at holde danseopvisning, mens stedets ungdom stod eller sad rundt og så på. Så dansede da Pjotr eller Feodor så søleskvættet sprøjtede om ørerne på dem. De dansede på planker, som var lagt ud på vejen neden for gården for at beskytte en mod den værste mudder. De hoppede og spjættede og dansede på huk i de lange støvler ("bakjiler"), så sveden silede og håret flagrede i panden på dem. Mens dansen gik på det lystigste over tilje og det begyndte at gå mod midnat, kunne det hænde, at et vindue i øverste etage blev åbnet. Et hoved med sølvhvidt, bølget hår som rakte til skuldrene og skæg, som nåede til midt på brystet, stak ud. Da rungede det ud i nattestilheden: "Ruski på skip" -- på morradagsspråk (gammeldags sprog), på prinsepal på piger på land. Dette blev forstået, og på et øjeblik var det ikke et liv at se rundt huset. I stygt vejr foregik dansen i bårstue. Det hændte, at stedets unge piger blev bedt til dans, men det var få, som klarede at følge med i den voldsomme takt. Af og til fik de unge piger brev fra mandskabet. Disse breve blev lagt på tomtønner (tomme tønder) som stod nede i fjæra (forstranden), men hvem forstod bogstaverne og indholdet? I de lyse sommerkveldene kunne matroserne sidde på båddækket og spille sit hjemlands vemodige melodier på trekkspill (harmonika), mens vi unger hang rundt skuden i småbåde og forsøgte at lære os disse sange."

## Pomorhandelens ophør (1905 - 1929)
Efter 1910 var der mindre mel i handelen, russerne betalte fisken med kontanter. Under 1. verdenskrig blev de russiske eksportbestemmelser ændret, og frygt for tyske ubådsangreb begrænsede omfanget af pomorhandelen. Da pomorhandelen blev ophævet ved den russiske revolution i 1917, fik det negative konsekvenser for den nordnorske økonomi, og kystbygderne blev særlig hårdt ramt. Fiskerne havde ikke længere afsætning for deres sommerfiskeri. Der kom fortsat en og anden pomorskude med handelsvarer vest over langs kysten efter, at pomorhandelen officielt var afsluttet. Den sidste skude kom i 1929, med udviklingen sovjets kollektivisering og ophævelsen af privat ejendomsret samt begænsningen af købmændenes friheder.